# Ohmdenia
Ohmdenia es un género extinto de peces actinopterigios prehistóricos. Fue descrito por Hauff en 1953.
Vivió en Alemania.

## Descripción
Es conocido exclusivamente por un fósil incompleto, pero suficiente para reconstruir (al menos parcialmente) su apariencia. Ohmdenia debió ser un pez grande, de al menos dos metros y medio de largo. Fue, por lo tanto, uno de los peces óseos más grandes del Jurásico inferior, superado solo por condrósteos gigantes (Chondrostei) como Strongylosteus y Gyrosteus. El cuerpo debía ser relativamente esbelto, con una cola simétrica y esbelta. El cráneo era largo y corto, y poseía una mandíbula dotada de numerosos dientes pequeños, bastante robustos, orientados hacia atrás y situados en una zona que se extendía a lo largo del margen dorsal de la mandíbula. La combinación de un cuerpo largo y delgado y un cráneo bajo y alargado es única entre los peces relacionados con Ohmdenia.